# Sân vận động Al Thumama
Sân vận động Al Thumama (tiếng Anh: Al Thumama Stadium, tiếng Ả Rập: ملعب الثمامة Malʿab ath-Thumāma) là một sân vận động bóng đá hiện đang được xây dựng tại Al Thumama, Qatar. Đây sẽ là 1 địa điểm của giải vô địch bóng đá thế giới 2022 tại Qatar.
Thiết kế của Ibrahim Jaidah, lấy cảm hứng từ chiếc mũ taqiyah truyền thống.

## Sự kiện thể thao

### World Cup 2022
Sân vận động Al Thumama tổ chức 8 trận đấu tại World Cup 2022, bao gồm 6 trận đấu ở vòng bảng, 1 trận đấu ở vòng 16 đội và 1 trận đấu ở tứ kết.
| Ngày                 | Giờ   | Đội         | Kết quả | Đội        | Vòng        | Khán giả |
| -------------------- | ----- | ----------- | ------- | ---------- | ----------- | -------- |
| 21 tháng 11 năm 2022 | 19:00 | Sénégal     | 0 - 2   | Hà Lan     | Bảng A      | 41.721   |
| 23 tháng 11 năm 2022 | 19:00 | Tây Ban Nha | 7 - 0   | Costa Rica | Bảng E      | 40.013   |
| 25 tháng 11 năm 2022 | 16:00 | Qatar       | 1 - 3   | Sénégal    | Bảng A      | 41.797   |
| 27 tháng 11 năm 2022 | 16:00 | Bỉ          | 0 - 2   | Maroc      | Bảng F      | 43.738   |
| 29 tháng 11 năm 2022 | 22:00 | Iran        | 0 - 1   | Hoa Kỳ     | Bảng B      | 42.127   |
| 1 tháng 12 năm 2022  | 18:00 | Canada      | 1 - 2   | Maroc      | Bảng F      | 43.102   |
| 4 tháng 12 năm 2022  | 18:00 | Pháp        | 3 - 1   | Ba Lan     | Vòng 16 đội | 40.989   |
| 10 tháng 12 năm 2022 | 18:00 | Maroc       | 1 - 0   | Bồ Đào Nha | Tứ kết      | 44.198   |

### Asian Cup 2023
Sân vận động Al Thumama tổ chức 6 trận đấu tại Asian Cup 2023, bao gồm 4 trận đấu ở vòng bảng, 1 trận đáu ở vòng 16 đội và 1 trận bán kết.
| Ngày                | Giờ   | Đội      | Kết quả | Đội        | Vòng        | Khán giả |
| ------------------- | ----- | -------- | ------- | ---------- | ----------- | -------- |
| 14 tháng 1 năm 2024 | 14:30 | Nhật Bản | 4 - 2   | Việt Nam   | Bảng D      | 17.385   |
| 17 tháng 1 năm 2024 | 14:30 | Liban    | 0 - 0   | Trung Quốc | Bảng A      | 14.137   |
| 20 tháng 1 năm 2024 | 14:30 | Jordan   | 2 - 2   | Hàn Quốc   | Bảng E      | 36.627   |
| 24 tháng 1 năm 2024 | 14:30 | Nhật Bản | 3 - 1   | Indonesia  | Bảng D      | 26.453   |
| 31 tháng 1 năm 2024 | 14:30 | Bahrain  | 1 - 3   | Nhật Bản   | Vòng 16 đội | 31.832   |
| 7 tháng 2 năm 2024  | 18:00 | Iran     | 2 - 3   | Qatar      | Bán kết     | 40.342   |